# Strzmiele
Strzmiele (deutsch Stramehl, ehemals Stramyl) ist ein Ort in der polnischen Woiwodschaft Westpommern. Er ist der Gmina Radowo Małe (Landgemeinde Klein Raddow) im Powiat Łobeski (Labeser Kreis) eingegliedert.
Im Jahre 1348 erhielt der Ort unter dem Namen Wulfsberg Stadtrechte, ist später aber wieder zum Dorf herabgesunken.

## Geographische Lage
Der Ort liegt in Hinterpommern auf der linken Seite der Rega, westlich des fast einen Kilometer breiten Stramehl-Sees, etwa sechs Kilometer westlich der Stadt Labes (Łobez) und etwa 15 Kilometer südöstlich der Stadt Regenwalde (Resko). Durch den Stramehl-See fließt die aus westlicher Richtung kommende Stramehlsche Beke, die nordöstlich davon in die Rega mündet.

## Geschichte

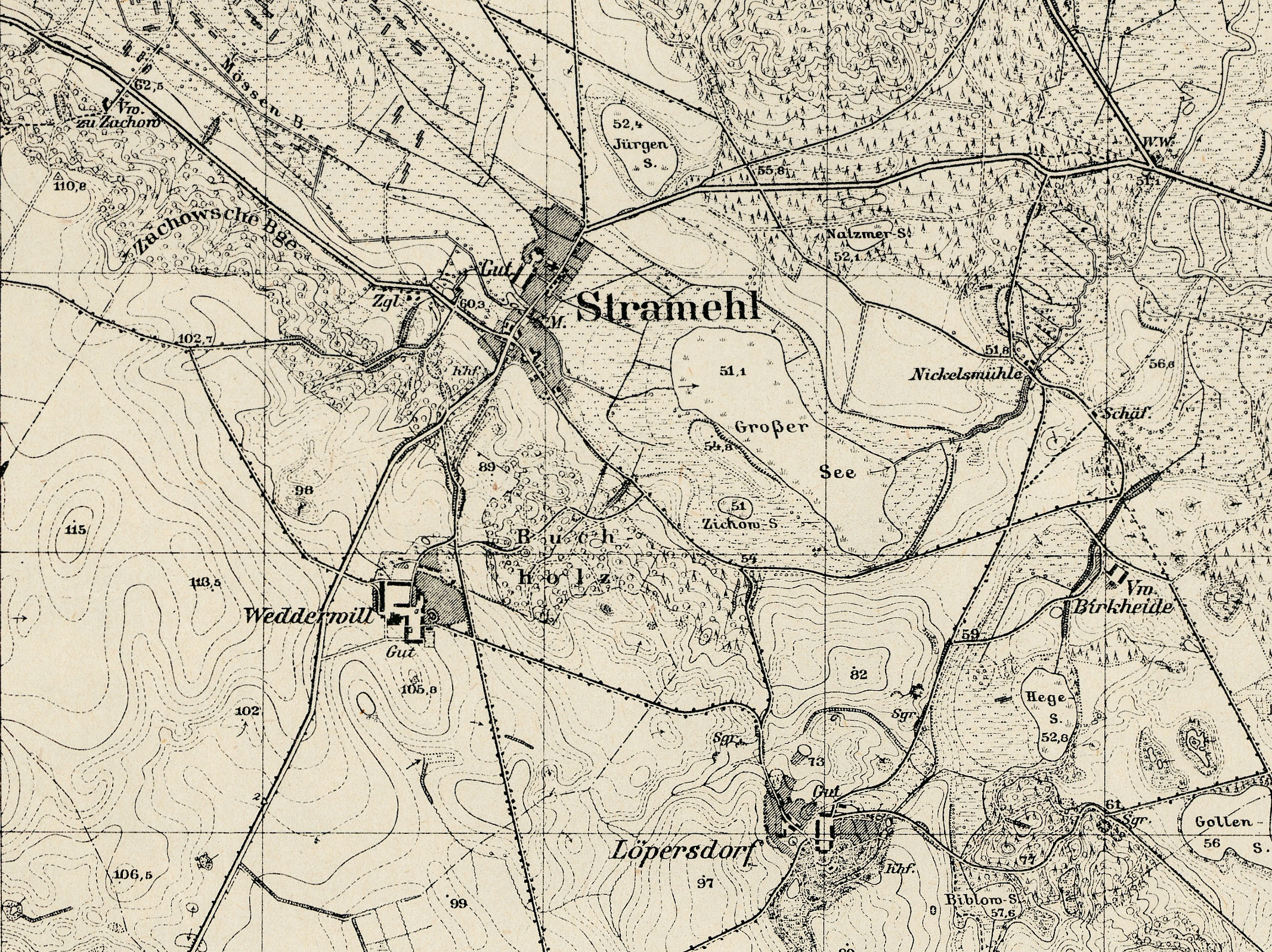
Stramehl auf dem Messtischblatt von 1929

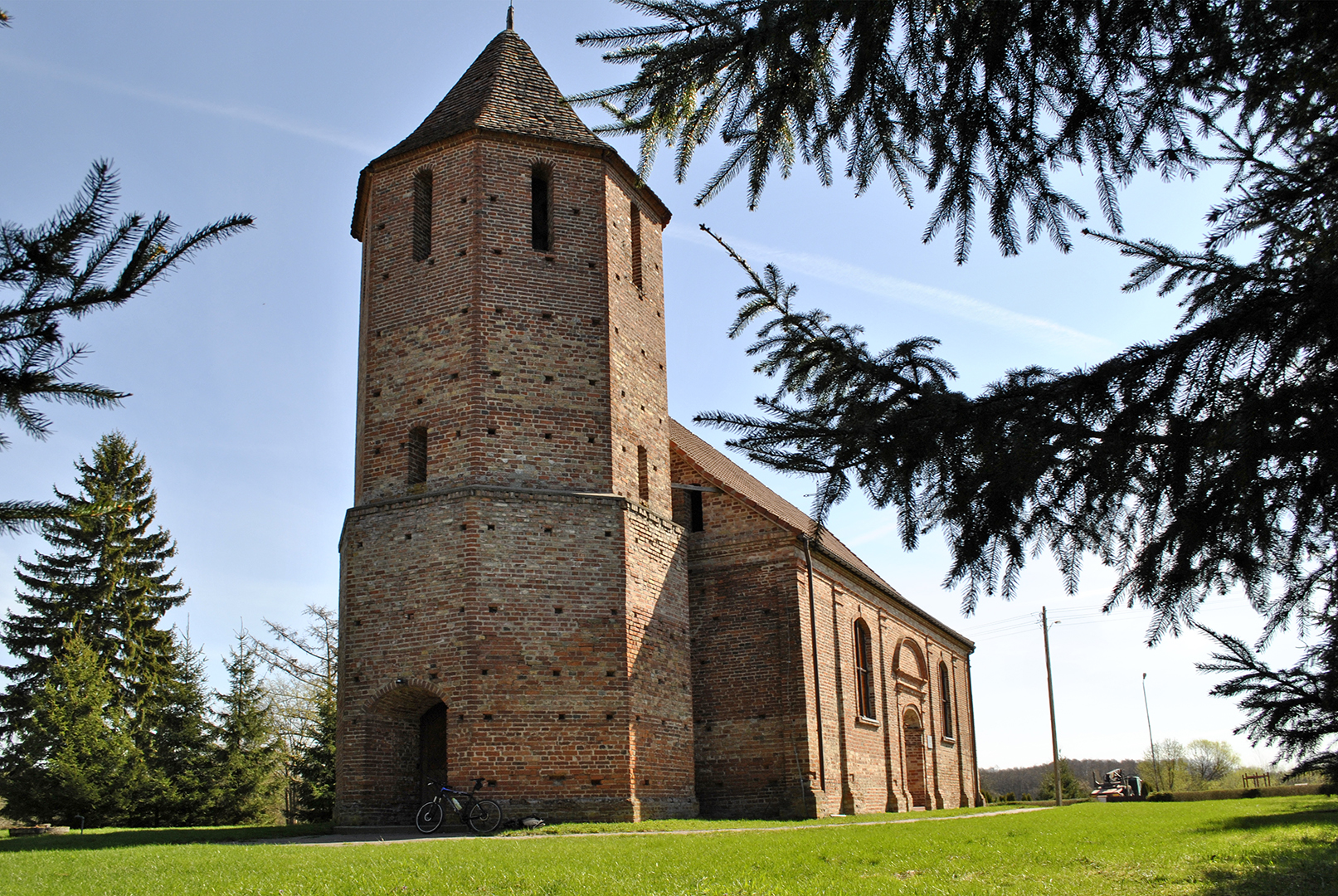
Dorfkirche, bis 1945 Gotteshaus der evangelischen Gemeinde Stramehl (Aufnahme von 2011)

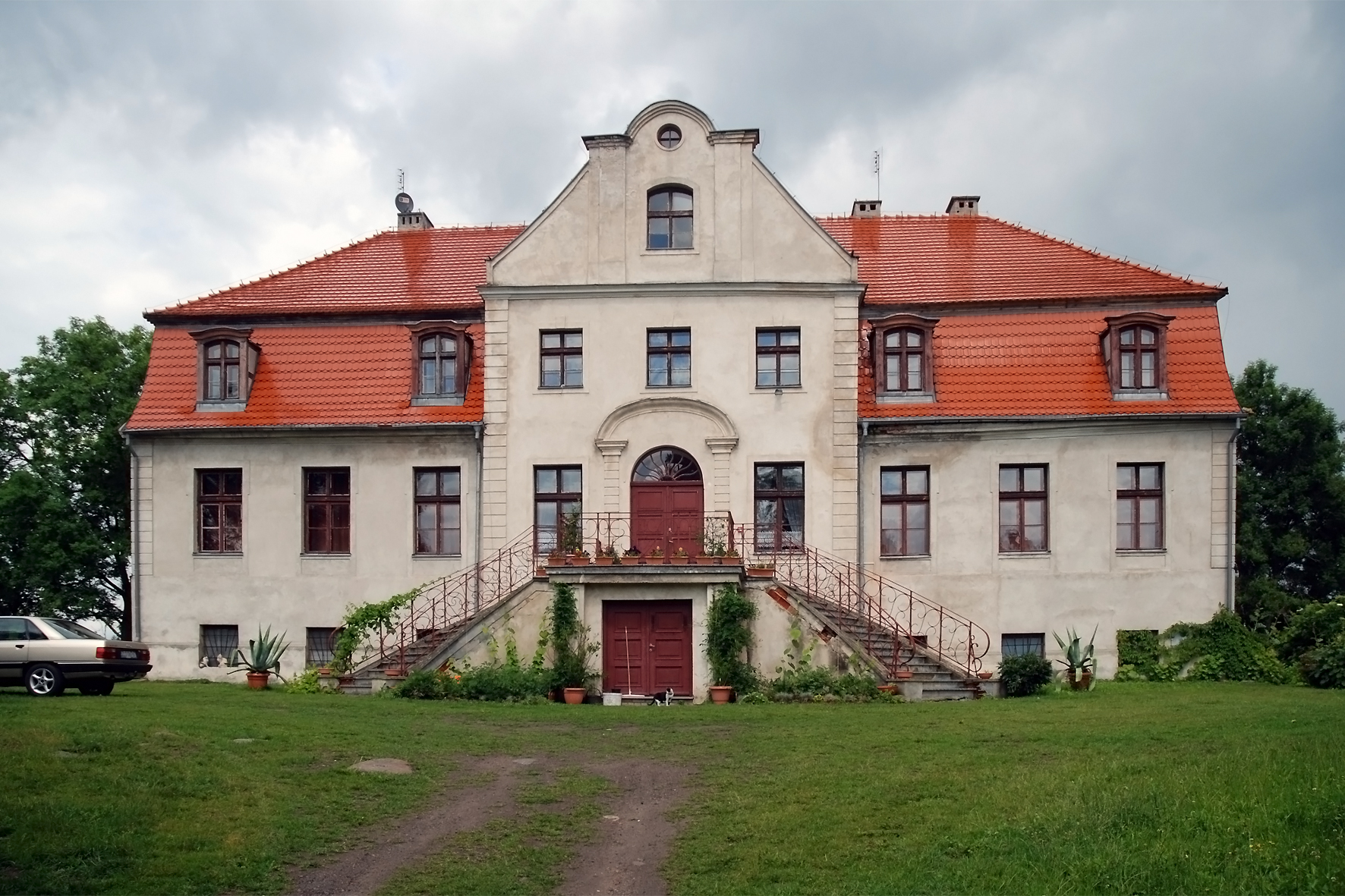
Herrenhaus des ehemaligen Ritterguts Stramehl, heute Filiale des Woiwodschaftsarchivs (2011)

Die Siedlung erscheint erstmals unter dem slawischen Namen Stamyl. Um 1279/1280 wird hier die Burg Wulfsberg oder Vulversberg als Besitz der Adelsfamilie Borcke genannt. Der Name „Wulfsberg“ dürfte mit dem Wappen der Borckes zusammenhängen, das zwei Wölfe zeigt. Die pommerschen Herzöge Bogislaw V., Barnim IV. und Wartislaw V. zerstörten gemeinsam mit den Bürgern Greifenbergs die Burg und ließen sich 1338 von den Borckes Urfehde schwören.
Die Familie Borcke bemühte sich, den Ort zu einer Stadt auszubauen. Im Jahre 1348 stellte Jakob von Borcke eine Handfeste aus, in der er dem Ort unter dem Namen Wulfsberg Stadtrechte nach Lübischem Recht verlieh. Da die Borckes zu den pommerschen Adligen gehörten, die Ritter und Gäste des Deutschen Ordens ausraubten, zerstörte der Orden 1393 die Borckesche Burg. Der Entwicklung der Stadt war dies hinderlich. Sie wurde zwar bis ins 18. Jahrhundert als Städtlein bezeichnet, dürfte aber tatsächlich bereits in dieser Zeit zum Dorf herabgesunken sein.
Die Borckes erbauten sich im 15. Jahrhundert eine neue Burg. Später verkauften Angehörige der Familie Borcke schrittweise von 1714 bis 1731 Stramehl an Otto Adrian von Edeling. Ein kleinerer Teil von Stramehl war zeitweise Lehen der Familie Thun, die ihre Rechte zuletzt 1721 ebenfalls an Otto Adrian von Edeling abtrat. 1742 erwarb der Tribunalsrat Johann Friedrich Loeper Stramehl.
Als Vorwerke von Stramehl wurden Wedderwill und 1851/1853 Löpersdorf angelegt.
Besitzerin des Ritterguts war auch noch 1854 die Familie Loeper. 
Auch 1884 befand sich das Gut mit Branntweinbrennerei, Ziegelei und Mahlmühle im Besitz der Familie. Am 1. April 1927 betrug die Flächengröße des Ritterguts Stramehl 1804 Hektar, und am 16. Juni 1925 hatte der Gutsbezirk 419 Einwohner. Besitzer des Ritterguts Stramehl um 1940 war Johann Friedrich Bernhard Georg Ernst von Stramehl (* 1900 in Berlin-Wilmersdorf).
Bis 1945 bildete Stramehl eine Landgemeinde im Kreis Regenwalde der preußischen Provinz Pommern des Deutschen Reichs. Stramehl war Sitz des Amtsbezirks Stramehl. Die Gemeinde hatte eine Flächengröße von 18 km² und fünf Wohnplätze:
1. Birkheide
2. Löpersdorf
3. Nickelsmühle
4. Stramehl
5. Wedderwill

Gegen Ende des Zweiten Weltkriegs besetzte im Frühjahr 1945 die Rote Armee die Region. Wenig später wurde Stramehl, wie ganz Hinterpommern, seitens der sowjetischen Besatzungsmacht der Volksrepublik Polen zur Verwaltung überlassen. In der darauf folgenden Zeit wurden die Einheimischen vertrieben und durch Polen ersetzt. Das deutsche Dorf Stramehl wurde in Strzmiele umbenannt. 
Heute liegt das Dorf in der polnischen Gmina Radowo Małe (Gemeinde Klein Raddow), in der es ein eigenes Schulzenamt bildet.

### Demographie
| Jahr | Einwohner | Anmerkungen |
| ---- | --------- | --- |
| 1783 | —         | adliger Wohnsitz mit 32 Feuerstellen (Haushaltungen) und einer Mutterkirche |
| 1918 | 199       | Dorf mit Mutterkirche, Wassermühle, Ziegelei und Kalkbrennerei, adlige Besitzung |
| 1825 | 264       | Ortschaft (früher Stadt), mit einer Mutterkirche, den Schäfereien Birkheide und Kienbruch, einer Ziegelei, einer Kalkbrennerei, zwei Wassermühlen und 230 Einwohnern sowie dem Vorwerk Wedderwill mit 34 Einwohnern |
| 1852 | 458       | Dorf |
| 1864 | 499       | am 3. Dezember, Gutsbezirk |
| 1867 | 517       | am 3. Dezember, Gutsbezirk |
| 1871 | 403       | am 1. Dezember, Gutsbezirk (sämtlich Evangelische) |
| 1885 | 403       | am 1. Dezember, Gutsbezirk (sämtlich Evangelische) |
| 1895 | 415       | [ 19 ] |
| 1905 | 408       | [ 19 ] |
| 1910 | 413       | am 1. Dezember, Gutsbezirk |
| 1925 | 419       | darunter acht Katholiken, keine Juden |
| 1933 | 390       | [ 22 ] |
| 1939 | 406       | [ 22 ] |

## Sehenswürdigkeiten
- Die im Barockstil erbaute Kirche stammt aus dem Jahre 1722. Sie stellte sich 1990 als Ruine dar, seitdem sind Instandsetzungsmaßnahmen erfolgt.
- Das Herrenhaus beherbergt seit 1990 eine Filiale des Woiwodschaftsarchivs.

## Söhne und Töchter des Ortes
- Sidonia von Borcke (1548–1620), pommersche Adelige. Sie wurde wegen Hexerei verurteilt und hingerichtet.
- Joachim Holce (1683–1742), deutscher Pädagoge und Theologe, Professor für Mathematik und Beredsamkeit am Collegium Groeningianum in Stargard
- Gustav von Loeper (1822–1891), Verwalter des preußischen Kronbesitzes, Goethe-Forscher